# La Morsure des dieux
Pour plus de détails, voir Fiche technique et Distribution.
La Morsure des dieux est un film dramatique français réalisé par Cheyenne-Marie Carron, sorti en 2017.

## Synopsis
Sébastien, grand amoureux de sa terre du Pays-Basque, est seul à s'occuper de la ferme familiale alors que les soucis s'accumulent : crédits insurmontables, baisse de la production, désorganisation du milieu paysan… Sébastien se bat et cherche sa voie, qui prend un tour spirituel au contact de sa nouvelle voisine, Juliette, aussi catholique que lui est païen. Mais leur amour est remis en question alors que Sébastien, rattrapé par les difficultés, est sur le point de tout perdre…

## Fiche technique
- Titre : La Morsure des dieux
- Réalisation : Cheyenne-Marie Carron
- Scénario : Cheyenne-Marie Carron
- Musique :
- Montage : Stéphan Kootosüis
- Photographie : Prune Brenguier
- Décors : Xavier Vander
- Costumes : Charlène Bouyer
- Producteur : Cheyenne-Marie Carron et Julie Guittard
- Production : Carron Production
- Distribution : Carron Distribution
- Pays :  France
- Durée : 125 minutes
- Dates de sortie :
  -  France : 26 avril 2017

## Distribution
- François Pouron : Sébastien
- Fleur Geffrier : Juliette
- Pierre Molinier : Lucien
- Cyrille Campri : le prêtre
- Laurent Lucmaret : Laurent
- Pascal Elso : le conseiller financier